# Transducteur
Un transducteur est un dispositif convertissant un signal physique en un autre ; par exemple un signal lumineux en signal nerveux (vision animale) ou signal électrique (photorécepteur).

## Types de transducteurs
- Transducteur électroacoustique :
  - Hydrophone (transforme, dans les liquides, des oscillations acoustiques en oscillations électriques) ;
  - Haut-parleur, écouteur, casque audio, bipeur, ronfleur (transforme un signal électrique en ondes acoustiques) ;
  - Microphone (transforme des ondes acoustiques en un signal électrique) ;
  - Combiné micro-casque, casque audio ;
  - Cristal piézoélectrique ;
  - Transducteur microusiné ;
  - Phonocapteur (transforme des oscillations mécaniques en un signal électrique).
- Transducteur électromécanique :
  - Capteur à effet Hall ;
  - Capteur inductif.
- Transducteur magnétoélectrique.
- Transducteur magnéto-optique :
  - Capteur à effet Faraday.
- Transducteur optoélectronique.
- Transducteur thermoélectrique :
  - Thermocouple ;
  - Thermorésistance ;
  - Module à effet Peltier ;
  - Tube cathodique.
- Transducteur magnétostrictif.
- Transducteur pour ultrasons (convertit une énergie électrique en énergie acoustique dans la gamme des ultrasons, de quelques mW à quelques kW).
- Transducteur mécanoacoustique : 
  - Corde vibrante
  - Phonographe ;
  - Gramophone.

## Informatique
- un transducteur fini est un automate fini avec sorties